# ناحية عربين
ناحية عربين إحدى نواحي سوريا تتبع إداريّاً لمحافظة ريف دمشق منطقة مركز ريف دمشق ومركزها مدينة عربين، بلغ تعداد سكان الناحية 89,595 نسمة حسب التعداد السكاني لعام 2004.

## تجمعات ناحية عربين السكانية[2]
| التجمع السكاني | عدد السكان |
| -------------- | ---------- |
| عربين          | 44,934     |
| زملكا          | 44,661     |